# Tallard
Pour les articles homonymes, voir Tallard (homonymie).
Tallard (Talar en provençal alpin) est une commune française située dans le département des Hautes-Alpes, en région Provence-Alpes-Côte d'Azur.
Ses habitants sont appelés les Tallardiens.

## Géographie

### Localisation
La commune est située à 15 km au sud de Gap, au bord de la Durance, au point où celle-ci, sortant d'une série de défilés creusés dans les marnes, s'oriente progressivement vers le sud pour aborder une zone moins encaissée, où les cultures s'étendent dans la plaine alluviale, de part et d'autre de la rivière, jusqu'à Sisteron. Cette situation en fait une place de contrôle naturelle des circulations venant du sud.
Sur tout le cours de la Durance, Tallard est une des rares communes dont le territoire est situé de part et d'autre de la rivière. La commune est cependant beaucoup plus étendue sur la rive droite, zone de basses collines arrosée par le Rousine, petit affluent de la Durance qui conflue à la pointe sud de la commune.
À Tallard même, la Durance est particulièrement calme, régulée par le barrage de Serre-Ponçon, situé à une vingtaine de kilomètres en amont, et délestée de la majeure partie de son débit par le canal de Ventavon, dont la prise est juste au-dessus de Tallard, et surtout par le grand canal EDF, souterrain depuis Rochebrune, qui se jette dans la Durance juste au sud du village.

### Communes limitrophes
Huit communes sont limitrophes de Tallard, dont deux appartenant au département limitrophe des Alpes-de-Haute-Provence :
| Neffes              | Châteauvieux                      | Lettret                            |
| Sigoyer, Fouillouse | Tallard                           | Venterol (Alpes-de-Haute-Provence) |
| La Saulce           | Curbans (Alpes-de-Haute-Provence) |                                    |

### Voies de communication et transports
Tallard est située à la jonction de deux axes majeurs de desserte de la région : la route nationale 85 venant de Grenoble par Gap, prolongée au sud par l'autoroute A51 vers Sisteron et Marseille, et la départementale 942, qui draine les circulations en provenance de l'Ubaye (Barcelonnette) et de la haute Durance (vers Briançon), traverse le village de Tallard, et rejoint la RN 85 peu avant l'entrée de l'autoroute.
Le territoire communal est également traversé par les routes départementales 45 (vers Châteauvieux), 46 (reliant le centre-ville à Neffes et à Gap vers l'ouest, puis de la RD 942 à Curbans à l'est de la commune, en direction du sud), 346, et à l'ouest de la RN 85 les RD 119 vers Fouillouse et 219 vers Sigoyer.

### Climat
Pour des articles plus généraux, voir Climat de Provence-Alpes-Côte d'Azur et Climat des Hautes-Alpes.
En 2010, le climat de la commune est de type climat méditerranéen altéré, selon une étude du Centre national de la recherche scientifique s'appuyant sur une série de données couvrant la période 1971-2000. En 2020, Météo-France publie une typologie des climats de la France métropolitaine dans laquelle la commune est exposée à un climat de montagne ou de marges de montagne et est dans la région climatique Alpes du sud, caractérisée par une pluviométrie annuelle de 850 à 1 000 mm, minimale en été.
Pour la période 1971-2000, la température annuelle moyenne est de 10,5 °C, avec une amplitude thermique annuelle de 18,1 °C. Le cumul annuel moyen de précipitations est de 940 mm, avec 7,2 jours de précipitations en janvier et 5 jours en juillet. Pour la période 1991-2020, la température moyenne annuelle observée sur la station météorologique installée sur la commune est de 11,3 °C et le cumul annuel moyen de précipitations est de 766,0 mm. 
La température maximale relevée sur cette station est de 40 °C, atteinte le 28 juin 2019 ; la température minimale est de −20,5 °C, atteinte le 13 janvier 1987,,.
| Mois                                  | jan.             | fév.             | mars            | avril         | mai           | juin          | jui.          | août          | sep.          | oct.            | nov.             | déc.           | année      |
| ------------------------------------- | ---------------- | ---------------- | --------------- | ------------- | ------------- | ------------- | ------------- | ------------- | ------------- | --------------- | ---------------- | -------------- | ---------- |
| Température minimale moyenne (°C)     | −4               | −3,8             | −0,4            | 2,9           | 6,9           | 10,5          | 12,5          | 12,3          | 8,8           | 5,2             | 0,4              | −3,2           | 4          |
| Température moyenne (°C)              | 2,2              | 3,4              | 7,3             | 10,4          | 14,4          | 18,5          | 21,1          | 20,9          | 16,5          | 12              | 6,5              | 2,6            | 11,3       |
| Température maximale moyenne (°C)     | 8,4              | 10,5             | 15,1            | 17,9          | 21,9          | 26,6          | 29,7          | 29,6          | 24,2          | 18,8            | 12,6             | 8,4            | 18,6       |
| Record de froid (°C) date du record   | −20,5 13.01.1987 | −18,5 15.02.1991 | −13,7 01.03.05  | −6,2 08.04.21 | −4 07.05.1991 | −0,1 01.06.06 | 4,2 16.07.00  | 2 26.08.1988  | −1,1 27.09.20 | −6,1 30.10.1997 | −14,7 20.11.1999 | −19,3 18.12.10 | −20,5 1987 |
| Record de chaleur (°C) date du record | 22,6 19.01.07    | 23,9 24.02.20    | 26,5 18.03.1993 | 29,5 08.04.11 | 33,8 22.05.22 | 40 28.06.19   | 37,4 25.07.22 | 39,4 23.08.23 | 33,9 04.09.06 | 29,7 01.10.1997 | 23,7 10.11.15    | 18,4 10.12.04  | 40 2019    |
| Précipitations (mm)                   | 53,5             | 42,3             | 47,5            | 65            | 68,6          | 52,5          | 38,8          | 46            | 76            | 102,4           | 106,1            | 67,3           | 766        |

| Diagramme climatique                                  |              |              |           |             |              |              |            |           |              |              |             |
| J                                                     | F            | M            | A         | M           | J            | J            | A          | S         | O            | N            | D           |
| 8,4−453,5                                             | 10,5−3,842,3 | 15,1−0,447,5 | 17,92,965 | 21,96,968,6 | 26,610,552,5 | 29,712,538,8 | 29,612,346 | 24,28,876 | 18,85,2102,4 | 12,60,4106,1 | 8,4−3,267,3 |
| Moyennes : • Temp. maxi et mini °C • Précipitation mm |              |              |           |             |              |              |            |           |              |              |             |

Les paramètres climatiques de la commune ont été estimés pour le milieu du siècle (2041-2070) selon différents scénarios d'émission de gaz à effet de serre à partir des nouvelles projections climatiques de référence DRIAS-2020. Ils sont consultables sur un site dédié publié par Météo-France en novembre 2022.

## Urbanisme

### Typologie
Au 1er janvier 2024, Tallard est catégorisée bourg rural, selon la nouvelle grille communale de densité à 7 niveaux définie par l'Insee en 2022.
Elle appartient à l'unité urbaine de Tallard, une agglomération intra-départementale dont elle est ville-centre,. Par ailleurs la commune fait partie de l'aire d'attraction de Gap, dont elle est une commune de la couronne,. Cette aire, qui regroupe 73 communes, est catégorisée dans les aires de 50 000 à moins de 200 000 habitants,.

### Occupation des sols
L'occupation des sols de la commune, telle qu'elle ressort de la base de données européenne d’occupation biophysique des sols Corine Land Cover (CLC), est marquée par l'importance des territoires agricoles (58,9 % en 2018), en diminution par rapport à 1990 (61,4 %). La répartition détaillée en 2018 est la suivante : 
zones agricoles hétérogènes (31,3 %), forêts (23,6 %), terres arables (22,1 %), zones urbanisées (5,9 %), cultures permanentes (5,5 %), zones industrielles ou commerciales et réseaux de communication (5,2 %), milieux à végétation arbustive et/ou herbacée (3,6 %), espaces ouverts, sans ou avec peu de végétation (2,8 %).
L'évolution de l’occupation des sols de la commune et de ses infrastructures peut être observée sur les différentes représentations cartographiques du territoire : la carte de Cassini (XVIIIe siècle), la carte d'état-major (1820-1866) et les cartes ou photos aériennes de l'IGN pour la période actuelle (1950 à aujourd'hui).

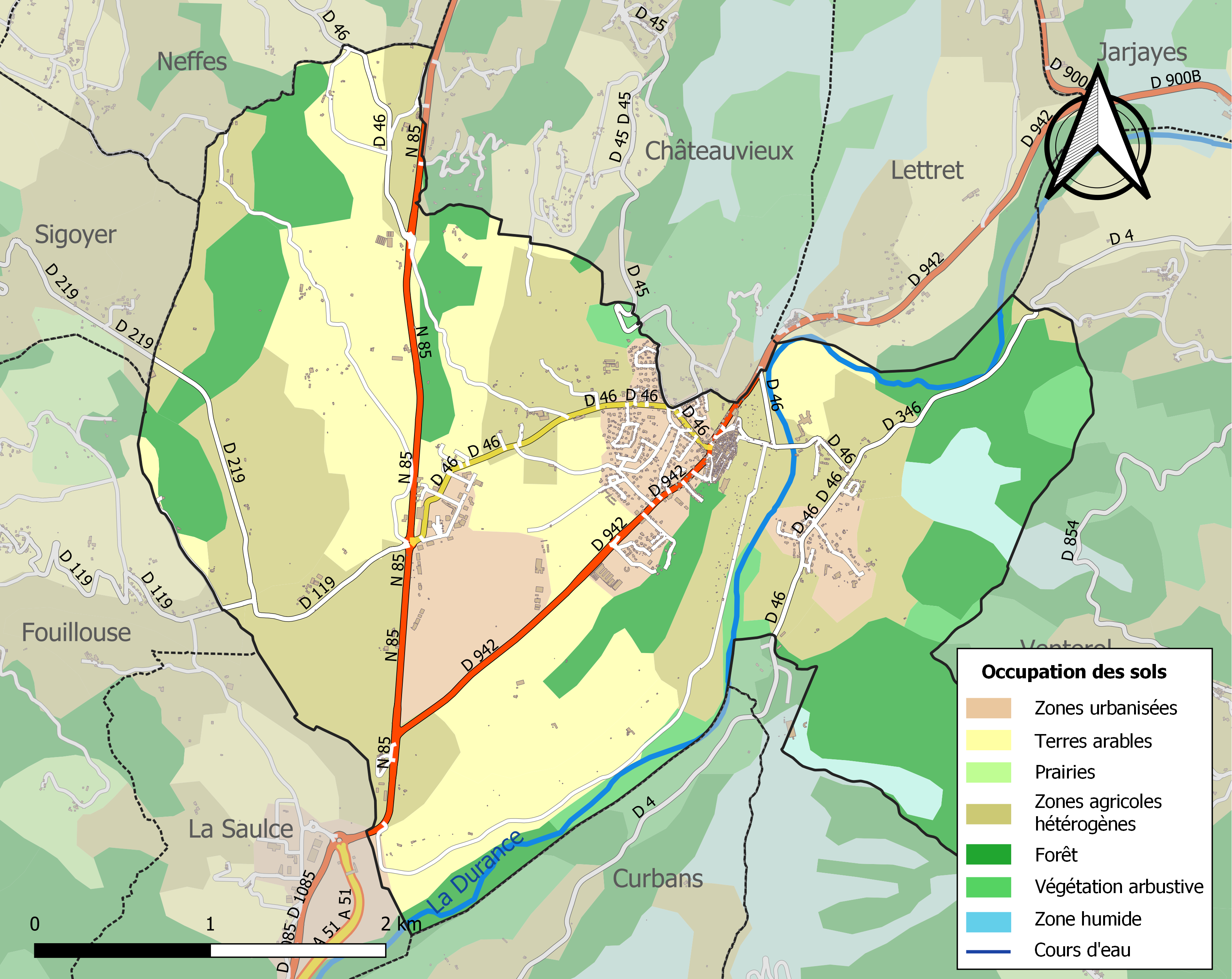
Carte de l'occupation des sols de la commune en 2018 (CLC).

## Toponymie
Le nom de la localité est attesté sous les formes Talarno et Talarnum en 739, Tallardum en 1271.
Talard en occitan.
Du gaulois talo, signifiant « front », et qui a donné le français « talus » ou du gaulois « talla », signifiant « terre », ce nom pouvait signifier « terre haute », en référence à sa situation géographique d'alors, sur le flanc de la colline au nord du village actuel.

## Histoire

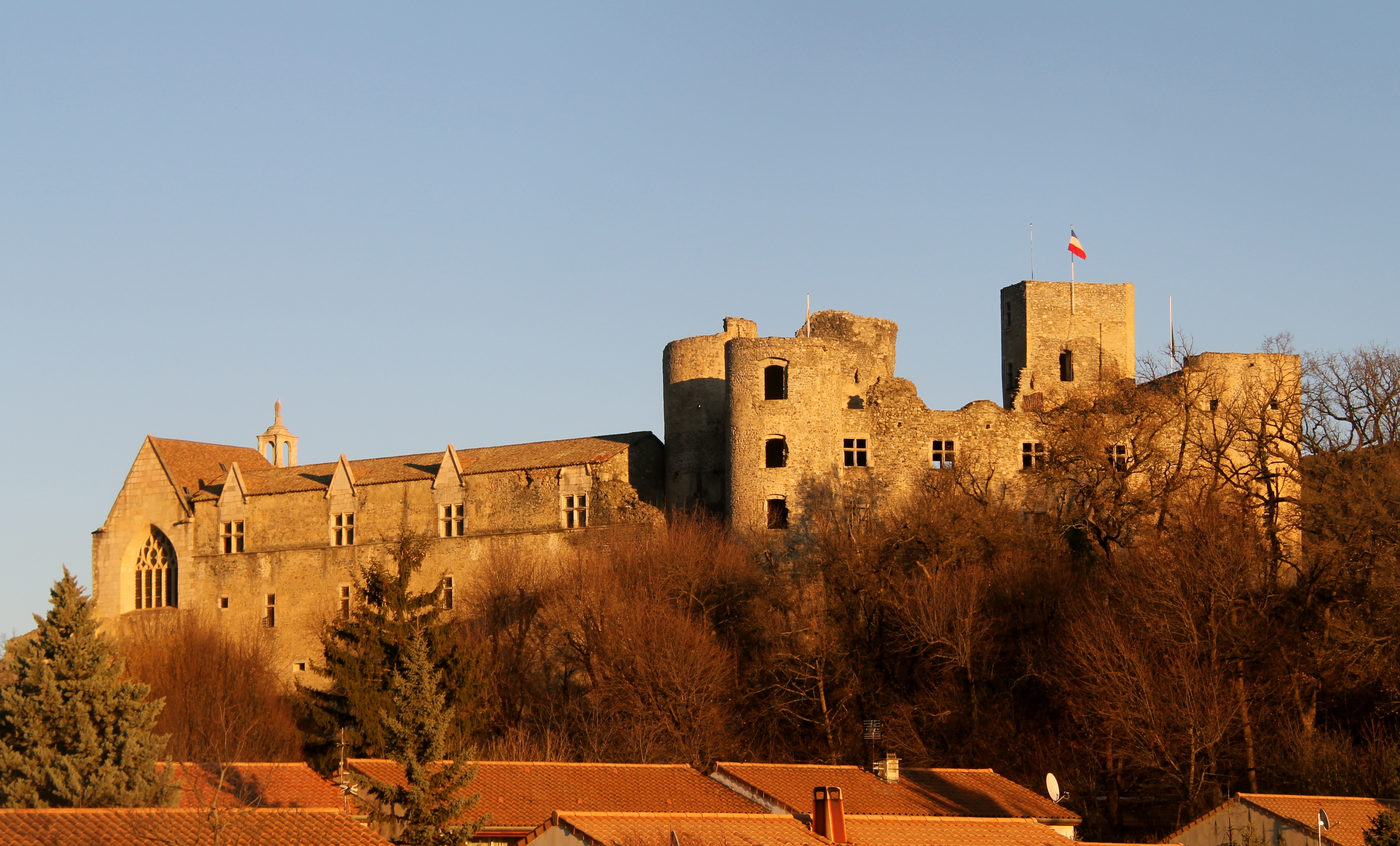
Château de Tallard.

### Préhistoire
On a retrouvé au XIXe siècle un dolmen près de l’aérodrome, dont une des pierres est exposée au Musée départemental de Gap. Ce qui témoigne d’une population présente dès la fin de la préhistoire.

### Moyen Âge
Entre le VIIIe siècle et le Xe siècle, les Sarrasins venus de Provence étaient redoutés pour piller et saccager sur leur passage. Après de nombreuses exactions, dont l'attaque de Mayeul de Cluny, en 974, ces Sarrasins furent décimés par Guillaume Ier de Provence, et chassés définitivement de la région.
Sous le règne des princes d’Orange, les Tallardiens descendent dans la vallée et élevèrent une tour en bois en haut d'une butte, tour de défense, sous laquelle la population se réfugia peu à peu, pour se protéger mais aussi pour son côté pratique en matière de commerce. C'est plus tard l’emplacement du château.
À partir du Xe siècle, Tallard se protège des brigands et des voleurs en élevant des remparts, dont on peut voir encore les traces. Le Reynaudia (ruisseau qui vient du nord) encercle les remparts et des portes qui venaient s'appuyer contre les murailles permettaient de pénétrer dans le village. L'entrée se faisait à la Porte Belle, dont demeure la maison du gardien. C'est lui qui autorisait ou interdisait le droit de passage dans le village.
Les princes d’Orange accordent une charte de liberté aux Tallardiens en 1209. Les Tallardiens gardent les clés de la ville. Dans la guerre de l’Union d'Aix, son successeur Louis de Trians se rallie aux Angevins en 1385, après la mort de Louis Ier.

### Les Hospitaliers
En 1215, Tiburge, veuve du prince d’Orange et son neveu vendent tous les droits et la seigneurie de Tallard aux Hospitaliers de l'ordre de Saint-Jean de Jérusalem qui pratiquent la charité, en tant qu'ordre militaire et religieux. Les moines-soldats protègent les pèlerins et les voyageurs. Leur commanderie siège pendant 107 ans. En 1326, les Hospitaliers échangent Tallard contre le comté d'Alife (royaume de Naples). Arnaud de Trian, neveu du pape Jean XXII et jusque-là comte d'Alife, devient donc à partir de cette date, vicomte de Tallard.

### Le château
Arnaud de Trians (1280-1350) fut le premier seigneur de Tallard. Il va créer une imposante forteresse, avec l’édifice préexistant à savoir le corps de logis seigneurial flanqué de tours notamment du donjon. Sa petite-fille Anne de Trians, seule héritière, épousa en 1375 Antoine de Sassenage. Ils deviendront les nouveaux seigneurs de Tallard. Leur fille unique, Françoise, épousera en 1439 Antoine de Clermont, issu d'une grande famille du Dauphiné.

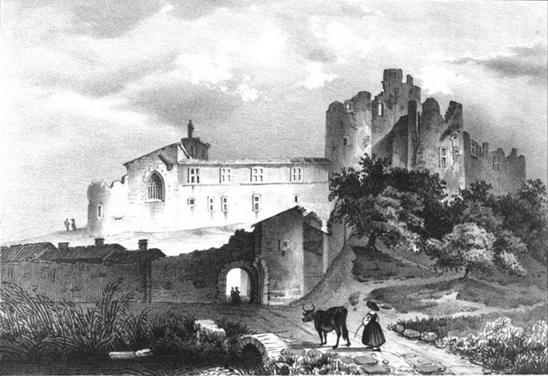
Le château de Tallard au XIXe siècle illustré par Alexandre Debelle (1805-1897).

Héritier du château, Bernardin de Clermont (1440-1522), qui épousa la riche héritière Anne de Husson-Tonnerre en 1496, va agrandir le château en y ajoutant la salle des corps de garde, la chapelle seigneuriale, le châtelet d’entrée, le parc de la Garenne et les écuries du château qu’il va faire construire en dehors du château, dans le village médiéval, par manque de place. Durant les guerres de Religion, les Clermont s’exilent ; le château est mis sous la gouvernance de Bonne d’Auriac.
Après avoir été la cible de 25 ans de combat, le château a été affaibli. En 1600, Catherine de Bonne d’Auriac (1550-1636) racheta le château, puis son fils Camille d'Hostun (1652-1728), héritier par sa mère, va en être le nouveau propriétaire. Il est maréchal de France sous Louis XIV et n’est pas souvent présent au château. En 1692 le Duc de Savoie, ennemi de Louis XIV, attaqua le château et le village avec ses troupes ; le château va être quasiment détruit et sera laissé à l’abandon jusqu’en 1897, où Joseph Roman, un historien archéologue, le racheta. Il va classer la chapelle Monument historique, va mettre une toiture d'appoint sur la salle du corps de garde pour éviter qu’elle ne s’abîme, et va reboiser le parc de la Garenne.
En 1927, Blanche de Clermont Tonnerre, qui passait dans les Alpes, apprend que ce château appartenait à ses aïeux et le racheta. Elle s’installe à Tallard avec sa petite-nièce, Marie-Christine de Bourbon Sicile. À sa mort en 1944, sa nièce hérite mais elle n’a que 10 ans et elle est éduquée ailleurs. Dans les années 1950, le prêtre Richard Duchamblo demeurant à Tallard, soucieux du patrimoine de la ville, décide de sauver le château ; il retrouve la petite-nièce de Blanche de Clermont Tonnerre. Il faudra attendre sa majorité (21 ans) pour que la commune rachète le château en 1957.
À compte de cette date, des restaurations sont entreprises
- 1961 : la toiture de la salle du corps de garde est refaite[23] ;
- 1964 : restauration de la chapelle Saint-Jean[24] ;
- 1968 : consolidation du cœur du logis seigneurial, puis classement de l'ensemble du château en 1969 ;
- 1988 : restauration de la tour des escaliers ;
- 1999 : restauration des courtines ;
- 2012 : début des travaux de restauration de la salle souterraine à la salle des gardes.

### Le village
Après les guerres de Religion, au XVIIe siècle, les entrées des maisons, qui s'appuyaient contre les murailles, s'ouvrent peu à peu. Des ouvertures sont pratiquées, d'abord à l'étage, puis au rez-de-chaussée, lorsque le ruisseau du Reynaudia, qui se jette encore dans la Durance, est recouvert d'une voûte.
Autrefois, la Durance arrivait au pied du village de Tallard. Pour accéder à leurs terres, les paysans étaient obligés de traverser la Durance à l'aide d'un bac, tel qu'il en est attesté en 1291. Un autre est établi pour la desserte du hameau des Boulongeons à partir du bourg, pour 20 passages par jour, au XIXe siècle. Un passeur faisait traverser la rivière à la « Porte Durance ».
À la Révolution française, on dévie le lit de la Durance pour accéder directement aux jardins, qui sont surnommés « les conquêtes. »
En 1860, le premier pont qui traverse la Durance est construit, puis emporté par la crue des 31 mai et 1er juin 1877.
Dans le centre historique, les ruelles étaient très étroites ; tellement étroites que l'on pouvait se faire passer des affaires en tendant une corde entre les fenêtres des maisons. Aujourd'hui encore cette pratique perdure. Dans certaines maisons, les caves communiquaient entre elles. C'était un moyen stratégique, en cas d'attaque, de se déplacer sans être vu.

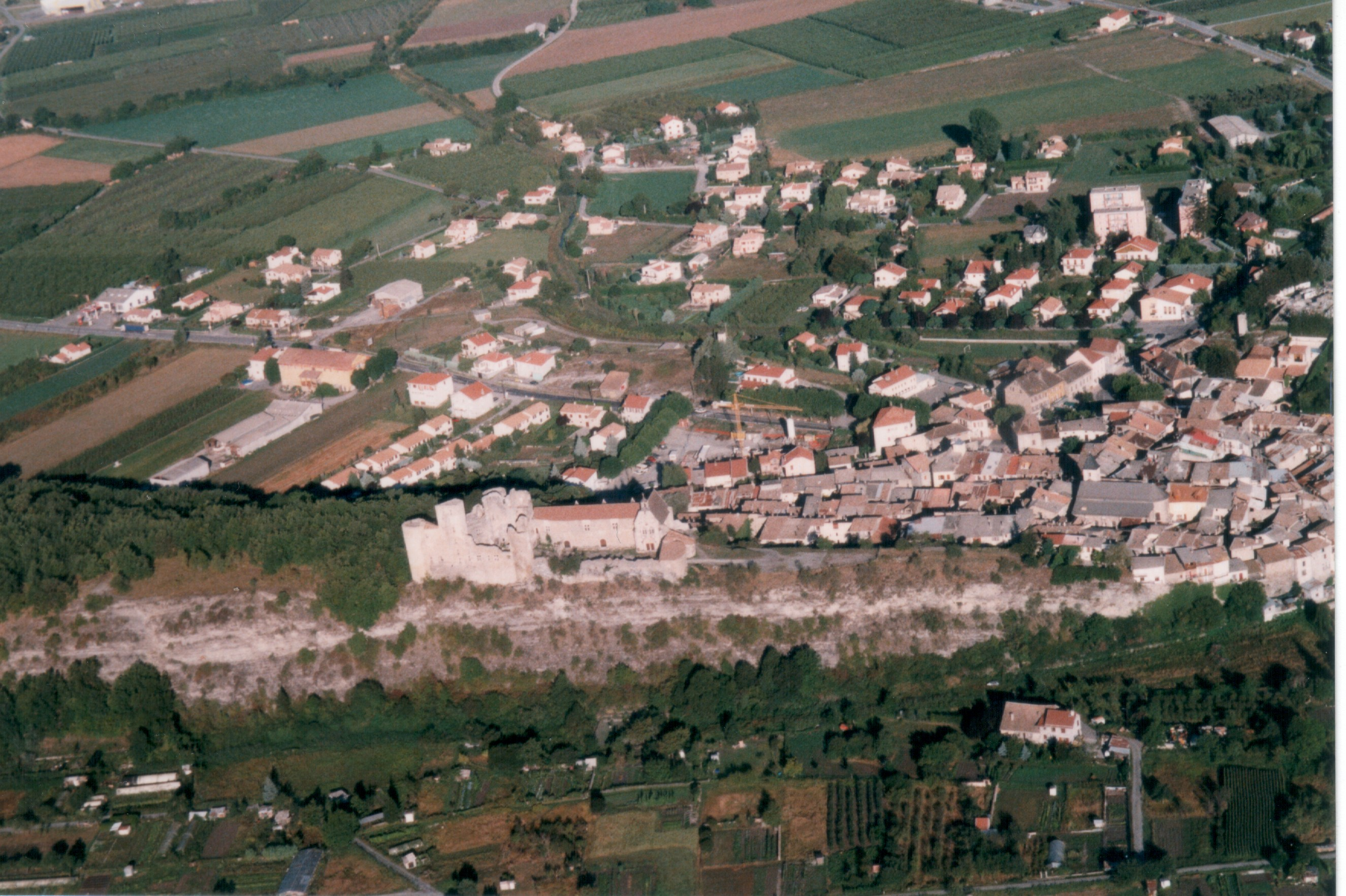
Vue d'avion du village de Tallard en août 1997.

« La Placette » était la place principale du village. Elle y réunissait les commerces tels qu'un marchand de chaussures, une boucherie, trois épiceries, une matelassière ou encore un ferblantier. Un puits était présent à l'entrée de la rue, ses vestiges sont visibles depuis les caves. Il a été rebouché pour des raisons de sécurité et de circulation. À partir de 1960, le petit bourg perd de son intérêt et les commerces s'installent à l'extérieur des remparts, sur l'esplanade.
L'ancienne mairie du village se situait au bout de la Placette, à l'angle de la rue Chevallerie et de rue du Mazel, qui abritait les triperies. En raison des odeurs nauséabondes et du manque de place, la mairie est déplacée en 1912 dans les locaux actuels de la Poste. Cette maison fut appelée « la Couronne », la mairie occupant les locaux du 1er étage et la justice de paix le rez-de-chaussée. La mairie est ensuite déplacée en 1980, sur la place Charles-de-Gaulle, à l'ancien emplacement de l'école communale.

## Politique et administration

### Finances locales
En 2015, les finances communales était constituées ainsi :
- total des produits de fonctionnement : 2 564 000 €, soit 1 239 € par habitant ;
- total des charges de fonctionnement : 2 108 000 €, soit 1 018 € par habitant ;
- total des ressources d’investissement : 1 851 000 €, soit 894 € par habitant ;
- total des emplois d’investissement : 1 267 000 €, soit 612 € par habitant ;
- endettement : 709 000 €, soit 342 € par habitant.

Avec les taux de fiscalité suivants :
- taxe d'habitation : 13,12 % ;
- taxe foncière sur le bâti : 17,96 % ;
- taxe foncière sur les propriétés non bâties : 80,26 % ;
- taxe additionnelle à la taxe foncière sur les propriétés non bâties : 96,83 % ;
- cotisation foncière des entreprises : 24,36 %.

### Liste des maires

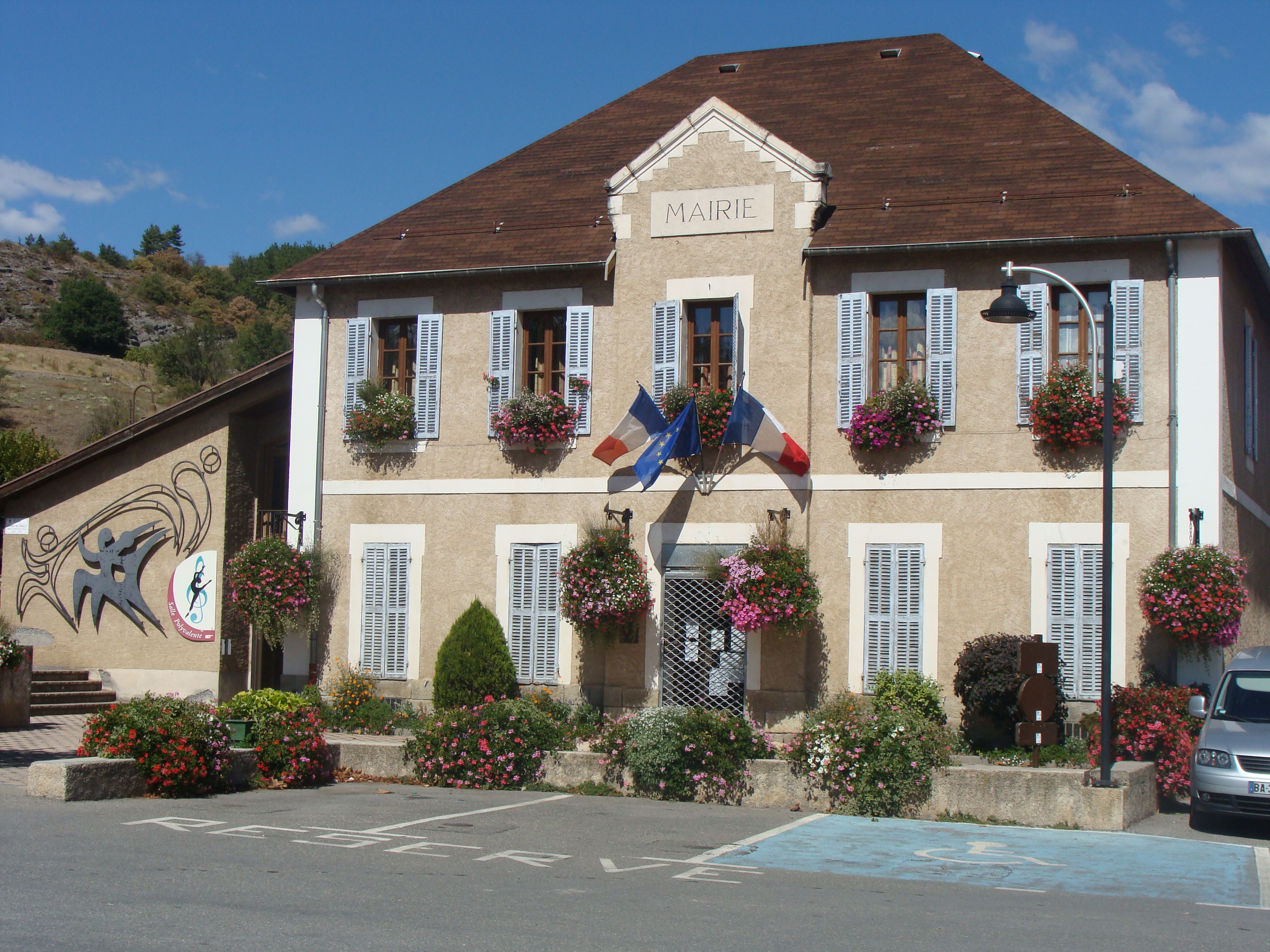
La mairie de Tallard.

| Période                                  | Période                   | Identité            | Étiquette | Qualité                                                                 |
| ---------------------------------------- | ------------------------- | ------------------- | --------- | ----------------------------------------------------------------------- |
| Les données manquantes sont à compléter. |                           |                     |           |                                                                         |
| 26 septembre 1944                        | 20 mai 1945               | Laurent Dumas       |           |                                                                         |
| 20 mai 1945                              | 3 novembre 1947           | Marcel Gros         |           |                                                                         |
| 3 novembre 1947                          | 15 mars 1962              | Auguste Durand      |           |                                                                         |
| 15 mars 1962                             | 13 avril 1972 (démission) | Jean Ducros         |           | Notaire                                                                 |
| 13 avril 1972                            | 24 mars 1989              | Claude Bonnet       |           | Pharmacien                                                              |
| 24 mars 1989                             | mars 2001                 | Michel Favre        | DVD       | Médecin généraliste                                                     |
| mars 2001                                | 2 novembre 2020           | Jean-Michel Arnaud, | DVC       | Agriculteur sur petite exploitation Sénateur des Hautes-Alpes (2020 → ) |
| 2 novembre 2020                          | En cours                  | Daniel Borel        |           | Ancien cadre, ancien 1er adjoint                                        |

### Intercommunalité
Tallard était le siège, de 1992 à 2016, de la communauté de communes de Tallard-Barcillonnette. Depuis le 1er janvier 2017, elle fait partie de la communauté d'agglomération Gap-Tallard-Durance.

### Politique environnementale
- Ville fleurie 2 fleurs
- Commune classée Station verte

## Population et société

### Démographie
L'évolution du nombre d'habitants est connue à travers les recensements de la population effectués dans la commune depuis 1793. Pour les communes de moins de 10 000 habitants, une enquête de recensement portant sur toute la population est réalisée tous les cinq ans, les populations de référence des années intermédiaires étant quant à elles estimées par interpolation ou extrapolation. Pour la commune, le premier recensement exhaustif entrant dans le cadre du nouveau dispositif a été réalisé en 2004.

En 2022, la commune comptait 2 272 habitants, en évolution de +4,8 % par rapport à 2016 (Hautes-Alpes : +0,4 %, France hors Mayotte : +2,11 %).
| 1793  | 1800 | 1806  | 1821  | 1831  | 1836  | 1841  | 1846  | 1851  |
| ----- | ---- | ----- | ----- | ----- | ----- | ----- | ----- | ----- |
| 1 026 | 991  | 1 304 | 1 078 | 1 140 | 1 237 | 1 181 | 1 143 | 1 116 |

| 1856  | 1861  | 1866  | 1872  | 1876 | 1881 | 1886 | 1891 | 1896 |
| ----- | ----- | ----- | ----- | ---- | ---- | ---- | ---- | ---- |
| 1 054 | 1 105 | 1 094 | 1 036 | 963  | 982  | 965  | 910  | 906  |

| 1901 | 1906 | 1911 | 1921 | 1926 | 1931 | 1936 | 1946 | 1954 |
| ---- | ---- | ---- | ---- | ---- | ---- | ---- | ---- | ---- |
| 851  | 847  | 801  | 632  | 627  | 636  | 647  | 584  | 703  |

| 1962 | 1968  | 1975  | 1982  | 1990  | 1999  | 2004  | 2006  | 2009  |
| ---- | ----- | ----- | ----- | ----- | ----- | ----- | ----- | ----- |
| 935  | 1 063 | 1 092 | 1 155 | 1 187 | 1 298 | 1 746 | 1 837 | 1 943 |

| 2014  | 2019  | 2022  | - | - | - | - | - | - |
| ----- | ----- | ----- | - | - | - | - | - | - |
| 2 061 | 2 285 | 2 272 | - | - | - | - | - | - |

### Sports

#### Équipements sportifs
- La base nautique sur la Durance, la piste de bi-cross et le skatepark sont situés à l'est de la commune, sur la D 66.
- Le gymnase, le stade municipal, les courts de tennis et la piscine municipaux, se trouvent au sud de la commune près du collège.

### Manifestations culturelles et festivités
- Chaque avant-dernier week-end d'août, Tallard accueille le Rallye du Gap Racing, organisé par l'Auto-Sport Alpes Val de Durance (ASAVD)[37] : parc d'assistance à l'aérodrome, PC et parc fermé au collège. Les spéciales se déroulent dans le Laus et à Céüse.
- Chaque dernier week-end de janvier, Tallard accueille les infrastructures du rallye hivernal des Hautes-Alpes.
- Tallard a également été ville-étape du Tour de France 2014.

## Économie
Lieu de passage, l'économie de Tallard était principalement agricole complétée par une certaine activité commerciale. Cela dit, l'arboriculture est encore bien présente aujourd'hui. Tallard bénéficie en effet d’un climat idéal pour la production de fruits de qualité : poires, pêches, pommes dont des Golden Label Rouge.  Quelques hectares de vigne produisent des vins rouge, rosé, blanc et pétillant en méthode traditionnelle.
L'établissement de l'aérodrome date de la Seconde Guerre mondiale, mais c'est dans les années 1960 à 1980 qu'un nouvel essor pour la commune s'est manifesté avec l'arrivée successive des activités aériennes (baptême de l'air en planeur, vol en parapente, ULM ou autogire, tour en montgolfière, saut en parachute en tandem ou en chute libre, survol hélicoptère, stage de pilotage).
La commune compte vingt commerces, recensés en 2020 : une coutellerie-taillanderie, un magasin de vélo, un magasin de bricolage, un centre auto, une station de lavage, un supermarché, un opticien, trois épiceries, trois boulangeries, une boucherie-charcuterie, un magasin de vêtements, un magasin de chasse et deux stations-services.

## Culture locale et patrimoine

### Lieux et monuments
La commune est candidate au label Ville d'art et d'histoire.
- Le château de Tallard, érigé au XIVe siècle et classé monument historique depuis 1969[42]. On peut y visiter la chapelle seigneuriale surmontée de la statue de la Trinité[43], la salle du corps de garde, la salle des chevaliers, et aussi les vestiges du logis seigneurial ainsi que la crypte de la chapelle.
- L'église Saint-Grégoire, classée monument historique depuis 1931[44]. On peut y admirer les fonts baptismaux, les orgues[45],[46], le buste de saint Grégoire[47], la chaire[48], la Khatchkar, et la nef centrale ornée de six tableaux retraçant la vie de saint Grégoire[49].
- Monuments commémoratifs[50],[51].
- Le parc de la Garenne[52], classé parmi les sites pittoresques du département depuis 1958
- Le jardin dit "les Jardins de Conquête"[53].
- La coopérative vinicole de Tallard[54].
- L'aérodrome de Gap - Tallard.
- Chapelle Saint-Jean de Tallard.

### Personnalités liées à la commune
- Saint Grégoire de Tallard († 404)[55], évêque d'Amnice en Grande Arménie, devenu pèlerin et évangélisateur dans les Alpes du Sud, mort et vénéré à Tallard[56] en Dauphiné ; fêté le 21 septembre[57],[58].
- Bernardin de Clermont(1440-1522), vicomte de Tallard, chambellan de François Ier et trésorier général du Dauphiné.
- Camille d'Hostun, duc de Tallard (1662-1728), duc de Lesdiguières[59], maréchal de France et pair de France[60].
- Pierre Faure-Lacombe (1752-1833), homme politique, député des Hautes-Alpes de 1791 à 1792.
- Antoine Mourès (1827-1887), éditeur et imprimeur en Égypte, né à Tallard.
- Richard Duchamblo (1906-2003), prêtre, résistant, a contribué à la sauvegarde du patrimoine de la commune.

### Héraldique
| Blason de Tallard | Blason  | D'or à la bande componée de sinople et d'argent de cinq pièces. |
| Blason de Tallard | Détails | Le statut officiel du blason reste à déterminer.                |